# Francisco Masip
Masip i Llop est un nom catalan. Le premier nom de famille, paternel, est Masip ; le second, maternel, souvent omis, est Llop ; les deux sont fréquemment liés par la conjonction « i ».
Francisco Masip Llop est un coureur cycliste espagnol, né le 8 août 1926 à Barcelone et mort le 25 septembre 2015 à Santa Coloma de Gramenet,.
Il devient professionnel en 1948 et le reste jusqu'en 1960. Il y remporte sept victoires.

## Palmarès
- 1945
  - 3e du Trofeo Jaumendreu
- 1947
  -  Champion d'Espagne sur route indépendants
  - 2e du championnat d'Espagne de la montagne
- 1948
  - Trofeo Jaumendreu
- 1949
  - 3e du championnat d'Espagne de la montagne
- 1950
  - Trofeo Jaumendreu
  - Trofeo Masferrer
  - 2e du GP Catalunya
  - 3e du Tour de Catalogne
- 1951
  - 2e du Tour de Catalogne
  - 3e du Circuit des six provinces
- 1953
  -  Champion d'Espagne sur route
  - Champion d'Espagne de la montagne
  - 2e étape de la Bicyclette basque
  - 2e du Tour de Catalogne
- 1954
  - Clásica a los Puertos de Guadarrama
  - 2e du Tour de Tarragone
- 1955
  - 6ea étape du Tour d'Andalousie
  - Tour du Levant :
    - Classement général
    - 1re et 6e étapes

  - 2e de la Clásica a los Puertos de Guadarrama
  - 3e du Trofeo Masferrer
  - 3e du championnat d'Espagne de la montagne
- 1956
  - GP Catalunya
  - Trofeo Masferrer
  - 3e du championnat d'Espagne sur route
  - 3e du championnat d'Espagne de la montagne
  - 3e du Tour de Catalogne

## Résultats sur les grands tours

### Tour de France
5 participations
- 1951 : 59e
- 1952 : 30e
- 1953 : 46e
- 1954 : 55e
- 1955 : abandon (6e étape)

### Tour d'Espagne
5 participations
- 1948 : abandon (9e étape)
- 1955 : 31e
- 1956 : 28e
- 1957 : 18e
- 1958 : hors délais (5eb étape)

### Tour d'Italie
2 participations 
- 1952 : abandon
- 1954 : 39e